# Эль-Масри, Ихаб
Ихаб Эль-Масри (араб. إيهاب المصري‎; род. 22 октября 1985) — египетский футболист, выступающий на позиции второго нападающего.
Эль-Масри присоединился к основной команде «Эраб Контракторс» перед предпоследним туром сезона 2008/2009.

## Международная карьера
Эль-Масри значился в предварительном составе сборной Египта, которой предстояло выступить на Кубке конфедераций 2009 в ЮАР, но он не смог обеспечить себе место в итоговой заявке.